# 青山町 (薩摩川内市)
青山町（あおやまちょう）は、鹿児島県薩摩川内市の町。旧薩摩郡川内町青山町、川内市青山町。郵便番号は895-0044。人口は967人、世帯数は404世帯（2020年10月1日現在）。

## 地理
薩摩川内市の本土側の西南部、隈之城川支流木場谷川の流域に位置している。字域の北方には宮里町、隈之城町、南方から西方にかけてはいちき串木野市荒川、南方から東方にかけて都町、西方には高江町、東方には中福良町がそれぞれ接している。
字域の南端部を鹿児島県道313号荒川川内線が東西に通っており、その沿線から丘陵斜面にかけて、木場谷、青山、乗越、高貫、堀之内の5集落が所在している。
字域の東部には薩摩川内市立青山幼稚園、青山保育園、川内地域職業訓練センターなどの公共施設が所在している。

### 字名の由来
「青山町」という大字名は薩摩郡川内町大字西手の小字「青山」に由来している。

## 歴史

### 前史
青山という地名はこの付近では戦国時代に青山名という地名が見えており、天正2年の「上井覚兼日記」に青山の地名が見えていることが初見とされている。近世には隈之城の西手村の字となっており、その後は村としても大字としても1940年に大字西手から分割されるまでは青山という地名は見えない。
また、戦国時代の青山名の区域は、後の隈之城村大字西手字青山の区域にあたる。

### 成立以降
1940年（昭和15年）2月10日に鹿児島県公報に掲載され、同日に施行された「 薩摩郡川内町、町名改稱竝區域變更」（鹿児島県告示）により「大字西手ヲ廢止シ其ノ區域中（中略）字船田、下島田、島田、兎田、山仁田、原田、六田、堀切、大山、堀内、穴鹿倉、郷庵、薗内、浦田、松元、薗田、河路、床並、燒居、岡夅、下ノ段、中段、滑、上ノ段、小峯、高貫、柳迫、岩瀬戸、内梨子、白石、瀧下、佛木、笹川、馬渡、杉安、上新田、寺茂、二瀬川、下木場、蕨野、小牝平、久見原、中川、井手平、木場谷、文龜庵、荷落、荒峯、宇重野、平原野ノ區域ヲ青山町（アオヤマチヨウ）ト」することが鹿児島県知事によって許可され、薩摩郡川内町大字西手のうち字船田、下島田、島田、兎田、山仁田、原田、六田、堀切、大山、堀内、穴鹿倉、郷庵、薗内、浦田、松元、薗田、河路、床並、燒居、岡夅、下ノ段、中段、滑、上ノ段、小峯、高貫、柳迫、岩瀬戸、内梨子、白石、瀧下、佛木、笹川、馬渡、杉安、上新田、寺茂、二瀬川、下木場、蕨野、小牝平、久見原、中川、井手平、木場谷、文龜庵、荷落、荒峯、宇重野、平原野の全域の区域を以て川内町の町「青山町」が設置された。翌日の2月11日には薩摩郡川内町が単独で市制施行し川内市となった。
1993年（平成5年）に都町字南及び字本領の各一部を青山町に編入し、青山町字原田の一部を都町に編入した。
2004年（平成16年）10月12日に川内市、東郷町、入来町、祁答院町、樋脇町、下甑村、上甑村、鹿島村、里村が新設合併し薩摩川内市が設置された。この市町村合併に伴い設置された法定合併協議会において川内市の町・字については「現行通りとする。」と協定されたため、名称の変更は行われずに薩摩川内市の町となった。

### 字域の変遷
| 変更後         | 変更年             | 変更後                           |
| -------------- | ------------------ | -------------------------------- |
| 青山町（新設） | 1940年（昭和15年） | 大字西手（一部）                 |
| 青山町（編入） | 1993年（平成5年）  | 都町字南（一部）・字本領（一部） |
| 都町（編入）   | 1993年（平成5年）  | 青山町字原田（一部）             |

## 人口
以下の表は国勢調査による小地域集計が開始された1995年以降の人口の推移である。
| 年                 | 人口  |
| ------------------ | ----- |
| 1995年（平成7年）  | 1,184 |
| 2000年（平成12年） | 1,144 |
| 2005年（平成17年） | 1,097 |
| 2010年（平成22年） | 1,067 |
| 2015年（平成27年） | 1,071 |
| 2020年（令和2年）  | 967   |

## 施設

### 公共
- 川内地域職業訓練センター[17]

### 教育
- 青山幼稚園[18]
- 青山保育園

### 寺社
- 松尾神社

## 小・中学校の学区
市立小・中学校に通う場合、学区（校区）は以下の通りとなる。
| 大字   | 番地 | 小学校                   | 中学校                   |
| ------ | ---- | ------------------------ | ------------------------ |
| 青山町 | 全域 | 薩摩川内市立隈之城小学校 | 薩摩川内市立川内南中学校 |

## 交通

### 鉄道
字域内には鉄道は通っていない。最寄りの駅は隈之城駅である。

### 道路
一般国道
- 南九州西回り自動車道（国道3号バイパス）

一般県道
- 鹿児島県道313号荒川川内線